# Plomeur
Plomeur (bret. Ploveur) – miejscowość i gmina we Francji, w regionie Bretania, w departamencie Finistère.
Według danych na rok 1990 gminę zamieszkiwały 3272 osoby, a gęstość zaludnienia wynosiła 110 osób/km² (wśród 1269 gmin Bretanii Plomeur plasuje się na 156. miejscu pod względem liczby ludności, natomiast pod względem powierzchni na miejscu 280.).